# Chilopogon
Chilopogon é um género botânico pertencente à família das orquídeas (Orchidaceae).

## Espécies
- Chilopogon distichum (Ridl.) Schltr.
- Chilopogon oxysepalum (Schltr.) Schltr.